# Melanocenchris
Melanocenchris Nees é um género botânico pertencente à família Poaceae.

## Sinônimo
- Gracilea Hook.f.